# Scary Movie 4
Scary Movie 4 je americká filmová komedie parodující například filmy Saw: Hra o přežití, Vesnice, Nenávist, Válka světů, Million Dollar Baby, Zkrocená hora.

## Děj
V úvodní scéně se Dr. Phil a Shaquille O'Neal probudí v koupelně. Shaquille musí prohodit balvan košem, aby tak získali pilky, pomocí kterých si mohou uříznout nohy, jež mají přivázané řetězy. Mají na to pouze dvě minuty, Shaq se nemůže do koše několikrát trefit. Když se konečně strefí, Dr. Phil si uřízne špatnou nohu. Nakonec oba zemřou.
Cindy Campbellová si hledá novou práci, a tak se dostane do strašidelného domu parodujícího film Nenávist. K Cindyinu novému sousedovi Tomu Ryanovi, se kterým se hned seznámí, právě přijíždějí jeho děti Rachel a Robbie. Přes noc se v domě dějí divné věci, o kterých druhý den Tomovi vypráví. Dostanou se také k jejímu předchozímu životu boxerky, kdy nešťastnou náhodou při zápase způsobila smrt svého muže a několika dalších lidí, při zápase s ženskou verzí Mikea Tysona. Když se pak Tom a Cindy začnou líbat, najednou se zatáhne, začne bouřka a všechny elektrické přístroje přestanou fungovat. Tom vyběhne na ulici a zjistí, že svět napadly gigantické triPody (iPod), které nejdříve hrají hudbu z šedesátých let, pak ale nastavení přeskočí na "Zničit lidstvo".
Cindy běží zpátky domů, kde znovu narazí na chlapce-ducha (z filmu Nenávist). Začnou mluvit japonsky (používají ale pouze japonské názvy značek nebo známá slovo jako Sony, Honda nebo harakiri). Chlapec jí řekne, že odpověď na útok vetřelců najde, když nalezne jeho otce. Dá jí jeho souřadnice, ale Cindy je nemůže přečíst, a tak se změní na mapu v Yahoo. Cindy se rozloučí s Tomem, náhodou najde Brendu Meeksovou, která přežila svou smrt (už počtvrté) v předchozím díle a společně se vydají na souřadnice, které Cindy získala.
Následuje scéna s prezidentem Harrisem, který se dozvídá o útocích, ale raději si chce nejdříve doposlechnout pohádku o kachničce. Prezident pak vystoupí v OSN, kde svými vtipy urazí většinu přítomných. Oznámí, že jeho vědci získali lasery z triPodů, které zabíjejí lidi, ale nechávají jejich oblečení, a modifikovali ho tak, že mizí oblečení. Tuto zbraň mají použít proti vetřelcům. Nejdříve se objeví nahý prezident USA, což znechutí všechny přítomné, pak prezident omylem svleče všechny v sále.
Cindy a Brenda se dostanou do vesnice, která zaostává za ostatním světem o stovky let. Jsou ale chyceny a postaveny před soud, který skončí tím, že mohou ve vesnici zůstat, ale už ji nikdy nesmějí opustit.
Tom s dětmi se mezitím dostanou do bojů armády s triPody. Robbie chce armádě pomoct, Tom se ho snaží od toho odradit. Rachel je mezitím lákaná Michaelem Jacksonem, aby šla s ním a skupinou dětí. Robbie Tomovi uteče, ten Rachel od Jacksona dostane a spolu s neznámým mužem jdou do jeho domu, kde se schovají ve sklepě. Ten mluví o tom, že musí proti triPodům bojovat, že postaví vlastní, které budou mít čtyři nohy.
Stejné noci je vesnice napadena těmi, o kterých se nemluví, ale je odhaleno, že to jsou jen převlečení vesničané. Cindy a Brenda odhalí, kdo je otec chlapce-ducha. Ten jim řekne, že chlapec zemřel během Cindyina zápasu v boxu. Krátce na to jsou Cindy a Brenda, stejně jako Tom a Rachel, zajaty triPody.
Všichni se ocitnou v koupelně z filmu Saw a Jigsaw se objeví na obrazovce a řekne jim, že mají 60 sekund na to, aby odemkli pasti, které mají na sobě. Klíč má Cindy za okem, ta si oko vyndá, protože je umělé, klíč vytáhne a bez problému pasti odemkne. Jigsaw se pak ještě jednou pokusí zabít Toma a děti, ale nakonec se slituje, zastaví celou invazi na Zemi a omluví se. Brenda se vyspí s Jigsawovým bratrem Zoltanem, o devět měsíců později porodí dítě, které vypadá jako on.
V epilogu Tom paroduje vystoupení Toma Cruise v Oprah Winfrey Show.